# Loup de Sens
Pour les articles homonymes, voir Saint Loup et Loup.
Loup ou Leu (Lupus en latin), dit de Sens, né à Orléans vers 573 et mort à Brienon le 1er septembre 623, est un évêque de Sens et un saint catholique français.

## Biographie
Loup naît d’une famille illustre, près d’Orléans. L'un de ses oncles est évêque d'Orléans (Austrène, mort en 604), un autre, Aunaire, est évêque d'Auxerre. Sa mère Austrégilde ou Aide sera honorée d'un culte public.
Elle et son père Beto lui assurent une éducation soignée en le plaçant à Auxerre sous les yeux de son oncle Aunaire ; à l’école il surpasse tous les autres élèves. Il fait preuve d’une grande piété et d’un grand ascétisme : attentionné envers les pauvres, il pratique la charité avec application. Sa réputation est telle qu’il est nommé évêque de Sens à la mort d’Arthemius. Les clercs comme le peuple se réjouissent du nouvel évêque, doté de toutes les vertus : défenseur de la justice, célèbre pour sa continence, pratiquant le jeûne, large dans ses aumônes, zélé dans l’annonce de la sainte doctrine. Ses biographes le montrent humble, amateur de musique et intrépide. Il se montre bon envers les personnes bienveillantes mais aussi envers les impies et ses ennemis. Accusé de trop aimer Verosia, la fille de son prédécesseur Arthemius, il refuse de se défendre : « les paroles d’autrui ne peuvent nuire en rien à l’homme qu’une conscience propre ne salit pas » répond-il. À la fin du VIe siècle, il fonde le monastère Sainte-Colombe (dont les ruines aujourd'hui sont visibles près de l'abbaye Sainte-Colombe).
| |
| Au premier plan, dans la pelouse, on peut distinguer quelques pierres, qui sont les vestiges de l'ancien monastère fondé par saint Loup. |

|                                                                                             |
| Saint Loup, statue au portail de l'église Saint-Loup à Saint-Loup-de-Naud (Seine-et-Marne). |

|                              |
| Saint Loup faisant l'aumône. |

À la mort du roi des Burgondes Thierry II en 613, et alors que le roi des Francs Clotaire II envahit le royaume burgonde, il réussit à repousser les troupes ennemies ; il se serait servi d'une clochette, instrument encore inusité à l'époque et dont le son aurait effrayé les hommes.
Victime des calomnies de Farulfus, à qui Clotaire confie la Bourgogne, et qu’il refuse de servir, et de Medegesil, jaloux de lui, il est exilé par le roi en Neustrie, dans le pays païen de Vimeu, à Ansennes, chez le duc Boson Landegesil. Il s'établit dans la vallée de la Bresle et en profite pour convertir les populations locales et baptiser de nombreuses personnes. Mais les Sénonais pleurent leur évêque, surtout devant les exactions de Medegesil, et ils demandent à Clotaire de le rappeler d’exil. Le roi, cédant à leur demande, rappelle Loup qui rentre à Sens sous les honneurs, et « chargé de présents ». Il est plus vertueux que jamais et accomplit de nombreux miracles ; on dit que la grosse cloche de la cathédrale tintait harmonieusement à chaque fois que Loup passait, pour plaire à son oreille de musicien, et sonnait furieusement, sauvagement, quand l'ennemi approchait de la ville. Il meurt en 623, un 1er septembre, date à laquelle il est aujourd'hui honoré en odeur de sainteté. On lui attribue encore des miracles sur son tombeau.

## Culte

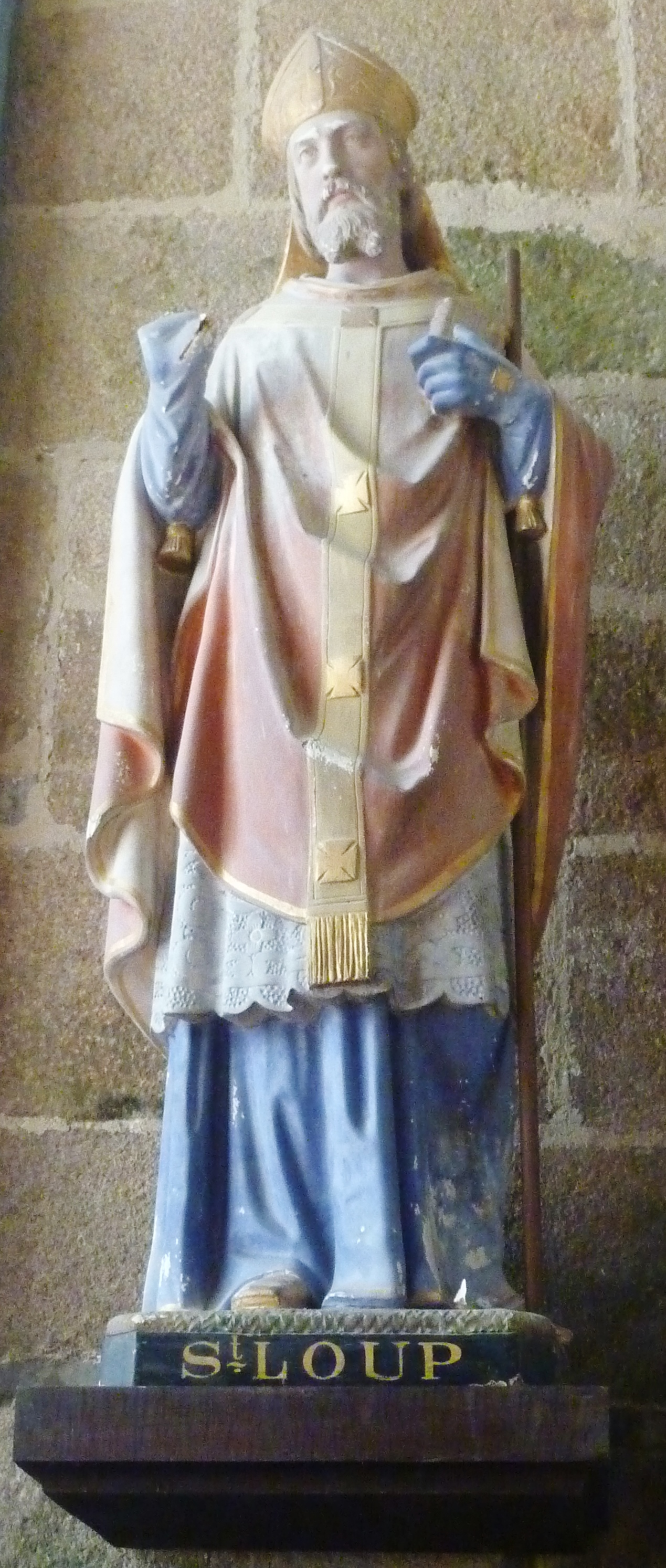
Statue de saint Loup (Cathédrale Saint-Tugdual de Tréguier.

Loup est enterré dans l'église Sainte-Colombe de Sens.
Il est principalement honoré dans l'ancien diocèse de Sens, à Sens, ainsi qu'à Brienon, où il mourut, mais aussi à Saint-Loup-de-Naud et Montereau-Fault-Yonne. On trouve des traces de culte en l'église Saint-Leu de Parpeville dans l'Aisne, à Saint-Loup-en-Champagne, en Brie, à Cézy, Champs-sur-Marne et dans l'Orléanais, à Ingré, et jusque dans le Wurtemberg, à Wilflingen, dans la commune de Langenenslingen. Mais saint Loup de Troyes a visité et évangélisé et/ou travaillé dans ces régions et c'est peut-être de lui qu'il y s'agit.
À Bagnolet (Seine-Saint-Denis), Bois-d'Arcy (Yvelines), Chennevières-lès-Louvres (Val-d'Oise), Paris, à Pabu (Trégor 22), à St-Gilles-Pligeaux (Cornouaille 22) et Saint-Leu-la-Forêt, son nom est associé à celui de saint Gilles : les fêtes de ces deux saints ont lieu le même jour, le 1er septembre, et ils se partagent la dédicace d'une même église.
À Guingamp, il a donné son nom au Festival de la Saint-Loup. Il est représenté en statue dans la chapelle Saint Loup de Pabu-Guingamp, où a commencé le festival de danse bretonne, et à la cathédrale Saint-Tugdual de Tréguier.
À Tigeaux, le puits Saint-Leu : chaque premier dimanche de septembre, une procession a lieu sur la place du village pour célébrer les vertus supposées miraculeuses de l'eau de ce puits qui guérirait les maladies des yeux et la peur. Ce puits aurait été découvert par saint Leu ou Loup, évêque de Sens[réf. nécessaire].

## Famille
Loup est sans aucun doute issu d'une famille noble d'Orléans. Voici une proposition de reconstitution de sa parenté :
|                           |                           |                           |                           |                           |                           |                                       |                                       |                                       |                                       |                                       |                                       |                                          |                                          |                                          |                                          |                                          |                                          |                                        |                                        |                                        |                                        |                         |                         |                                  |                                  |                                  |                                  |                                  |                                  |                                 |                                 |                                 |                                 |  |  |  |  |  |  |  |  |  |  |  |  |  |  |  |  |  |  |  |  |
|                           |                           |                           |                           |                           |                           |                                       |                                       |                                       |                                       |                                       |                                       |                                          |                                          |                                          |                                          |                                          |                                          |                                        |                                        |                                        |                                        |                         |                         |                                  |                                  |                                  |                                  |                                  |                                  |                                 |                                 |                                 |                                 |  |  |  |  |  |  |  |  |  |  |  |  |  |  |  |  |  |  |  |  |
|                           |                           |                           |                           |                           |                           |                                       |                                       |                                       |                                       |                                       |                                       | Ragnacaire roi de Cambrai († 490 ou 510) | Ragnacaire roi de Cambrai († 490 ou 510) | Ragnacaire roi de Cambrai († 490 ou 510) | Ragnacaire roi de Cambrai († 490 ou 510) | Ragnacaire roi de Cambrai († 490 ou 510) | Ragnacaire roi de Cambrai († 490 ou 510) |                                        |                                        | Richier                                | Richier                                | Richier                 | Richier                 | Richier                          | Richier                          |                                  |                                  | Richomer ou Rigomer roi franc    | Richomer ou Rigomer roi franc    | Richomer ou Rigomer roi franc   | Richomer ou Rigomer roi franc   | Richomer ou Rigomer roi franc   | Richomer ou Rigomer roi franc   |  |  |  |  |  |  |  |  |  |  |  |  |  |  |  |  |  |  |  |  |
|                           |                           |                           |                           |                           |                           |                                       |                                       |                                       |                                       |                                       |                                       | Ragnacaire roi de Cambrai († 490 ou 510) | Ragnacaire roi de Cambrai († 490 ou 510) | Ragnacaire roi de Cambrai († 490 ou 510) | Ragnacaire roi de Cambrai († 490 ou 510) | Ragnacaire roi de Cambrai († 490 ou 510) | Ragnacaire roi de Cambrai († 490 ou 510) |                                        |                                        | Richier                                | Richier                                | Richier                 | Richier                 | Richier                          | Richier                          |                                  |                                  | Richomer ou Rigomer roi franc    | Richomer ou Rigomer roi franc    | Richomer ou Rigomer roi franc   | Richomer ou Rigomer roi franc   | Richomer ou Rigomer roi franc   | Richomer ou Rigomer roi franc   |  |  |  |  |  |  |  |  |  |  |  |  |  |  |  |  |  |  |  |  |
|                           |                           |                           |                           |                           |                           |                                       |                                       |                                       |                                       |                                       |                                       |                                          |                                          |                                          |                                          |                                          |                                          |                                        |                                        |                                        |                                        |                         |                         |                                  |                                  |                                  |                                  |                                  |                                  |                                 |                                 |                                 |                                 |  |  |  |  |  |  |  |  |  |  |  |  |  |  |  |  |  |  |  |  |
|                           |                           |                           |                           |                           |                           |                                       |                                       |                                       |                                       |                                       |                                       |                                          |                                          |                                          |                                          |                                          |                                          |                                        |                                        |                                        |                                        |                         |                         |                                  |                                  |                                  |                                  |                                  |                                  |                                 |                                 |                                 |                                 |  |  |  |  |  |  |  |  |  |  |  |  |  |  |  |  |  |  |  |  |
|                           |                           |                           |                           |                           |                           |                                       |                                       |                                       |                                       |                                       |                                       |                                          |                                          |                                          |                                          |                                          |                                          |                                        |                                        |                                        |                                        |                         |                         |                                  |                                  |                                  |                                  |                                  |                                  |                                 |                                 |                                 |                                 |  |  |  |  |  |  |  |  |  |  |  |  |  |  |  |  |  |  |  |  |
|                           |                           |                           |                           |                           |                           |                                       |                                       | Pastor noble d'Orléans                | Pastor noble d'Orléans                | Pastor noble d'Orléans                | Pastor noble d'Orléans                | Pastor noble d'Orléans                   | Pastor noble d'Orléans                   |                                          |                                          | Ragnora                                  | Ragnora                                  | Ragnora                                | Ragnora                                | Ragnora                                | Ragnora                                |                         |                         | Richomer évêque de Meaux († 530) | Richomer évêque de Meaux († 530) | Richomer évêque de Meaux († 530) | Richomer évêque de Meaux († 530) | Richomer évêque de Meaux († 530) | Richomer évêque de Meaux († 530) |                                 |                                 |                                 |                                 |  |  |  |  |  |  |  |  |  |  |  |  |  |  |  |  |  |  |  |  |
|                           |                           |                           |                           |                           |                           |                                       |                                       | Pastor noble d'Orléans                | Pastor noble d'Orléans                | Pastor noble d'Orléans                | Pastor noble d'Orléans                | Pastor noble d'Orléans                   | Pastor noble d'Orléans                   |                                          |                                          | Ragnora                                  | Ragnora                                  | Ragnora                                | Ragnora                                | Ragnora                                | Ragnora                                |                         |                         | Richomer évêque de Meaux († 530) | Richomer évêque de Meaux († 530) | Richomer évêque de Meaux († 530) | Richomer évêque de Meaux († 530) | Richomer évêque de Meaux († 530) | Richomer évêque de Meaux († 530) |                                 |                                 |                                 |                                 |  |  |  |  |  |  |  |  |  |  |  |  |  |  |  |  |  |  |  |  |
|                           |                           |                           |                           |                           |                           |                                       |                                       |                                       |                                       |                                       |                                       |                                          |                                          |                                          |                                          |                                          |                                          |                                        |                                        |                                        |                                        |                         |                         |                                  |                                  |                                  |                                  |                                  |                                  |                                 |                                 |                                 |                                 |  |  |  |  |  |  |  |  |  |  |  |  |  |  |  |  |  |  |  |  |
|                           |                           |                           |                           |                           |                           |                                       |                                       |                                       |                                       |                                       |                                       |                                          |                                          |                                          |                                          |                                          |                                          |                                        |                                        |                                        |                                        |                         |                         |                                  |                                  |                                  |                                  |                                  |                                  |                                 |                                 |                                 |                                 |  |  |  |  |  |  |  |  |  |  |  |  |  |  |  |  |  |  |  |  |
| Betton noble d'Orléans    | Betton noble d'Orléans    | Betton noble d'Orléans    | Betton noble d'Orléans    | Betton noble d'Orléans    | Betton noble d'Orléans    |                                       |                                       | Austregilde                           | Austregilde                           | Austregilde                           | Austregilde                           | Austregilde                              | Austregilde                              |                                          |                                          | Austrène évêque d'Orléans (587 et 604)   | Austrène évêque d'Orléans (587 et 604)   | Austrène évêque d'Orléans (587 et 604) | Austrène évêque d'Orléans (587 et 604) | Austrène évêque d'Orléans (587 et 604) | Austrène évêque d'Orléans (587 et 604) |                         |                         |                                  |                                  |                                  |                                  | Richomer évêque d'Orléans (573)  | Richomer évêque d'Orléans (573)  | Richomer évêque d'Orléans (573) | Richomer évêque d'Orléans (573) | Richomer évêque d'Orléans (573) | Richomer évêque d'Orléans (573) |  |  |  |  |  |  |  |  |  |  |  |  |  |  |  |  |  |  |  |  |
| Betton noble d'Orléans    | Betton noble d'Orléans    | Betton noble d'Orléans    | Betton noble d'Orléans    | Betton noble d'Orléans    | Betton noble d'Orléans    |                                       |                                       | Austregilde                           | Austregilde                           | Austregilde                           | Austregilde                           | Austregilde                              | Austregilde                              |                                          |                                          | Austrène évêque d'Orléans (587 et 604)   | Austrène évêque d'Orléans (587 et 604)   | Austrène évêque d'Orléans (587 et 604) | Austrène évêque d'Orléans (587 et 604) | Austrène évêque d'Orléans (587 et 604) | Austrène évêque d'Orléans (587 et 604) |                         |                         |                                  |                                  |                                  |                                  | Richomer évêque d'Orléans (573)  | Richomer évêque d'Orléans (573)  | Richomer évêque d'Orléans (573) | Richomer évêque d'Orléans (573) | Richomer évêque d'Orléans (573) | Richomer évêque d'Orléans (573) |  |  |  |  |  |  |  |  |  |  |  |  |  |  |  |  |  |  |  |  |
|                           |                           |                           |                           |                           |                           |                                       |                                       |                                       |                                       |                                       |                                       |                                          |                                          |                                          |                                          |                                          |                                          |                                        |                                        |                                        |                                        |                         |                         |                                  |                                  |                                  |                                  |                                  |                                  |                                 |                                 |                                 |                                 |  |  |  |  |  |  |  |  |  |  |  |  |  |  |  |  |  |  |  |  |
|                           |                           |                           |                           |                           |                           |                                       |                                       |                                       |                                       |                                       |                                       |                                          |                                          |                                          |                                          |                                          |                                          |                                        |                                        |                                        |                                        |                         |                         |                                  |                                  |                                  |                                  |                                  |                                  |                                 |                                 |                                 |                                 |  |  |  |  |  |  |  |  |  |  |  |  |  |  |  |  |  |  |  |  |
| Loup évêque de Sens (613) | Loup évêque de Sens (613) | Loup évêque de Sens (613) | Loup évêque de Sens (613) | Loup évêque de Sens (613) | Loup évêque de Sens (613) |                                       |                                       | Richomer patrice de Burgondie (607)   | Richomer patrice de Burgondie (607)   | Richomer patrice de Burgondie (607)   | Richomer patrice de Burgondie (607)   | Richomer patrice de Burgondie (607)      | Richomer patrice de Burgondie (607)      |                                          |                                          | Gertrude abbesse de Hamage († 649)       | Gertrude abbesse de Hamage († 649)       | Gertrude abbesse de Hamage († 649)     | Gertrude abbesse de Hamage († 649)     | Gertrude abbesse de Hamage († 649)     | Gertrude abbesse de Hamage († 649)     |                         |                         |                                  |                                  |                                  |                                  |                                  |                                  |                                 |                                 |                                 |                                 |  |  |  |  |  |  |  |  |  |  |  |  |  |  |  |  |  |  |  |  |
| Loup évêque de Sens (613) | Loup évêque de Sens (613) | Loup évêque de Sens (613) | Loup évêque de Sens (613) | Loup évêque de Sens (613) | Loup évêque de Sens (613) |                                       |                                       | Richomer patrice de Burgondie (607)   | Richomer patrice de Burgondie (607)   | Richomer patrice de Burgondie (607)   | Richomer patrice de Burgondie (607)   | Richomer patrice de Burgondie (607)      | Richomer patrice de Burgondie (607)      |                                          |                                          | Gertrude abbesse de Hamage († 649)       | Gertrude abbesse de Hamage († 649)       | Gertrude abbesse de Hamage († 649)     | Gertrude abbesse de Hamage († 649)     | Gertrude abbesse de Hamage († 649)     | Gertrude abbesse de Hamage († 649)     |                         |                         |                                  |                                  |                                  |                                  |                                  |                                  |                                 |                                 |                                 |                                 |  |  |  |  |  |  |  |  |  |  |  |  |  |  |  |  |  |  |  |  |
|                           |                           |                           |                           |                           |                           |                                       |                                       |                                       |                                       |                                       |                                       |                                          |                                          |                                          |                                          |                                          |                                          |                                        |                                        |                                        |                                        |                         |                         |                                  |                                  |                                  |                                  |                                  |                                  |                                 |                                 |                                 |                                 |  |  |  |  |  |  |  |  |  |  |  |  |  |  |  |  |  |  |  |  |
|                           |                           |                           |                           |                           |                           |                                       |                                       |                                       |                                       |                                       |                                       |                                          |                                          |                                          |                                          |                                          |                                          |                                        |                                        |                                        |                                        |                         |                         |                                  |                                  |                                  |                                  |                                  |                                  |                                 |                                 |                                 |                                 |  |  |  |  |  |  |  |  |  |  |  |  |  |  |  |  |  |  |  |  |
|                           |                           |                           |                           |                           |                           | Bertrude x Clotaire II roi des Francs | Bertrude x Clotaire II roi des Francs | Bertrude x Clotaire II roi des Francs | Bertrude x Clotaire II roi des Francs | Bertrude x Clotaire II roi des Francs | Bertrude x Clotaire II roi des Francs |                                          |                                          |                                          |                                          |                                          |                                          | Gerberge                               | Gerberge                               | Gerberge                               | Gerberge                               | Gerberge                | Gerberge                |                                  |                                  |                                  |                                  |                                  |                                  |                                 |                                 |                                 |                                 |  |  |  |  |  |  |  |  |  |  |  |  |  |  |  |  |  |  |  |  |
|                           |                           |                           |                           |                           |                           | Bertrude x Clotaire II roi des Francs | Bertrude x Clotaire II roi des Francs | Bertrude x Clotaire II roi des Francs | Bertrude x Clotaire II roi des Francs | Bertrude x Clotaire II roi des Francs | Bertrude x Clotaire II roi des Francs |                                          |                                          |                                          |                                          |                                          |                                          | Gerberge                               | Gerberge                               | Gerberge                               | Gerberge                               | Gerberge                | Gerberge                |                                  |                                  |                                  |                                  |                                  |                                  |                                 |                                 |                                 |                                 |  |  |  |  |  |  |  |  |  |  |  |  |  |  |  |  |  |  |  |  |
|                           |                           |                           |                           |                           |                           |                                       |                                       |                                       |                                       |                                       |                                       |                                          |                                          |                                          |                                          |                                          |                                          |                                        |                                        |                                        |                                        |                         |                         |                                  |                                  |                                  |                                  |                                  |                                  |                                 |                                 |                                 |                                 |  |  |  |  |  |  |  |  |  |  |  |  |  |  |  |  |  |  |  |  |
|                           |                           |                           |                           |                           |                           | Dagobert Ier roi des Francs           | Dagobert Ier roi des Francs           | Dagobert Ier roi des Francs           | Dagobert Ier roi des Francs           | Dagobert Ier roi des Francs           | Dagobert Ier roi des Francs           |                                          |                                          | Erchinoald maire du palais († 658)       | Erchinoald maire du palais († 658)       | Erchinoald maire du palais († 658)       | Erchinoald maire du palais († 658)       | Erchinoald maire du palais († 658)     | Erchinoald maire du palais († 658)     |                                        |                                        | Adalbald duc x Rictrude | Adalbald duc x Rictrude | Adalbald duc x Rictrude          | Adalbald duc x Rictrude          | Adalbald duc x Rictrude          | Adalbald duc x Rictrude          |                                  |                                  |                                 |                                 |                                 |                                 |  |  |  |  |  |  |  |  |  |  |  |  |  |  |  |  |  |  |  |  |